# Cal més Xic
Cal més Xic o "la Petrolífera", és una edificació catalogada de Bagà.
Construïda en 1906 i ubicada a l'inici del camí del santuari de Paller estava antigament dedicada a la producció de petroli, que s'extreia de pedra bituminosa dels voltants. A partir del 1912, el negoci va dedicar-se a la fabricació de ciment amb material extret de la pedrera de la font del Sofre, situada a tocar de l'inici del camí del santuari de Paller. De la fàbrica resten un conjunt d'edificacions, construïdes en moments diferents; de les tres xemeneies només en queda una, de forma troncocònica amb quatre cossos o anells diferenciats en alçada. És de titularitat privada i, actualment, bona part de l'interior està dedicada a habitatges.